# ケーペニキアーデ

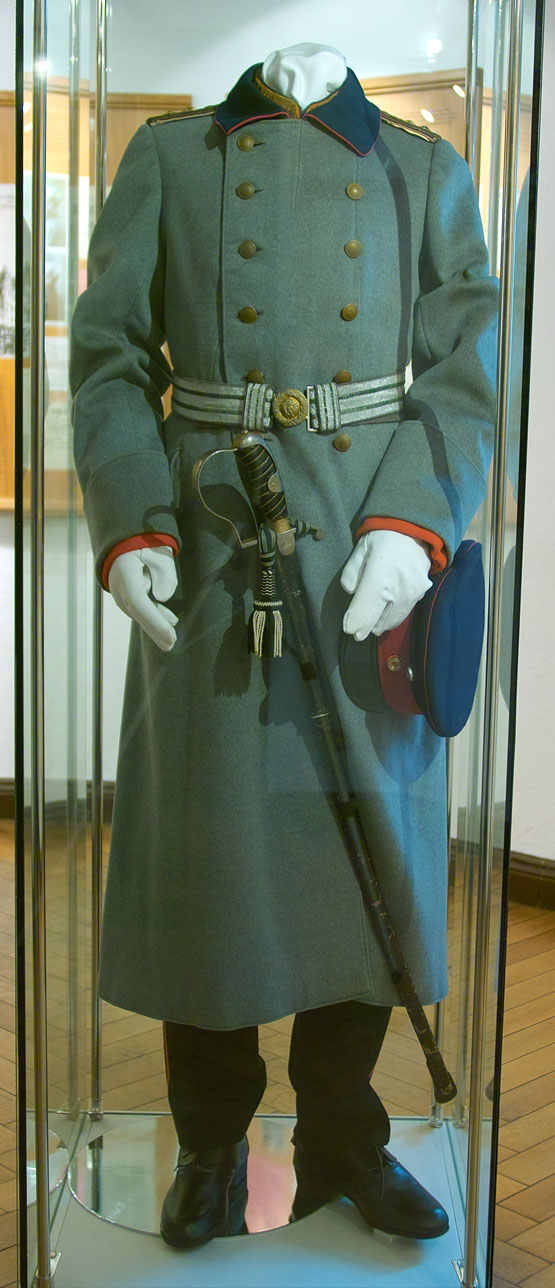
ケーペニック市庁舎に展示されている「ケーペニックの大尉」の制服

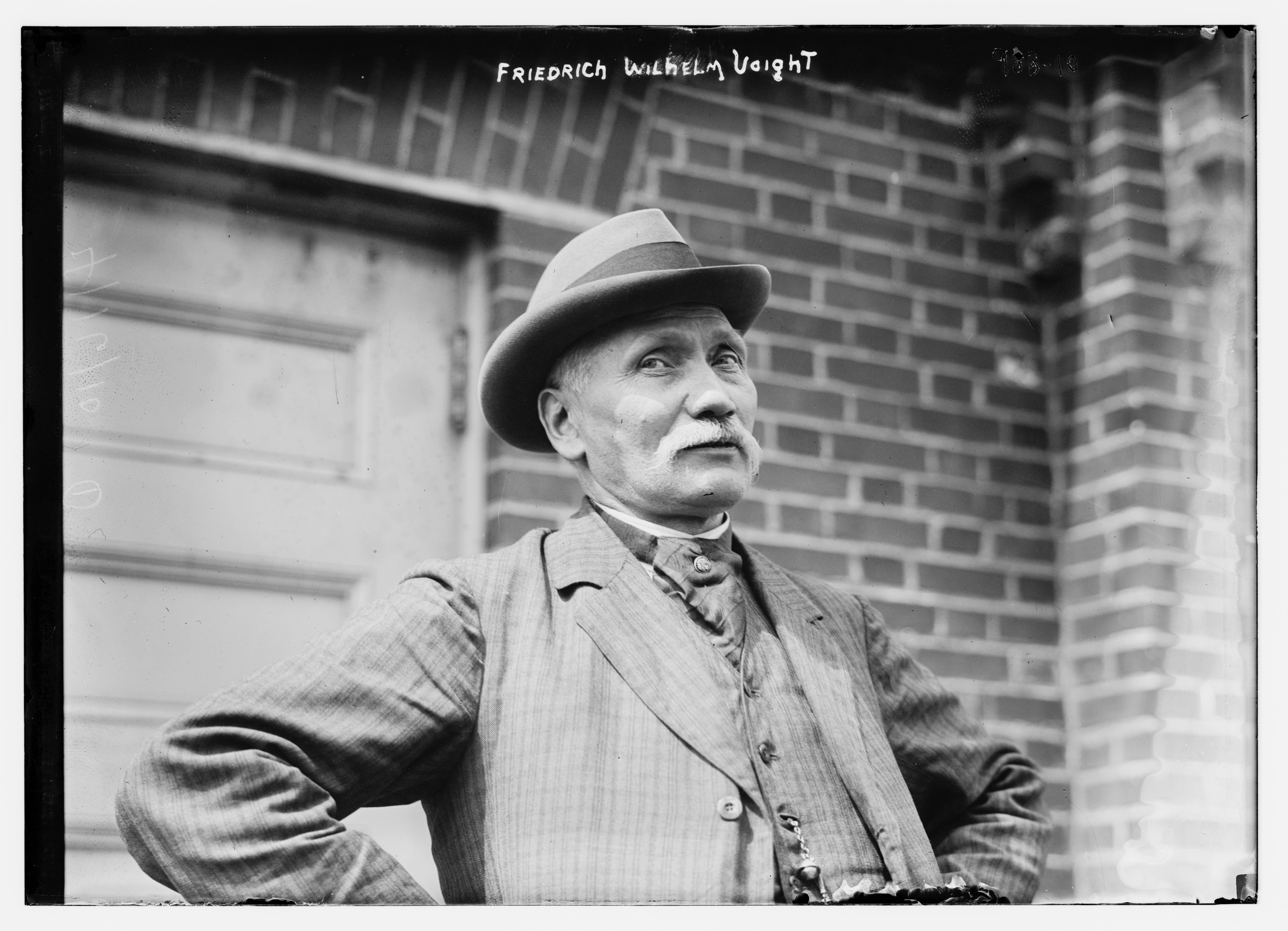
「ケーペニックの大尉」として知られる詐欺師、ヴィルヘルム・フォークト

ケーペニキアーデ（ドイツ語: Köpenickiade）は、身分詐称の一形態であり、権威ある公職の詐称（Amtsanmaßung）によって相手に服従を強いるものを指す。この言葉は、かつてのドイツ帝国で起こった「ケーペニックの大尉」事件（Hauptmann von Köpenick）として知られる詐欺事件に由来する。1906年10月16日、陸軍大尉に扮した前科者の靴職人ヴィルヘルム・フォークトが、本物の兵士たちを従わせた上、彼らとともに市庁舎を占拠して市長を逮捕し、市予算の押収を行った。後に事件は世界的に知られることとなり、これを元にカール・ツックマイヤーが執筆した喜劇『Der Hauptmann von Köpenick. Ein deutsches Märchen in drei Akten』（＝ケーペニックの大尉。三幕のドイツ・メルヘン）は、舞台劇や映画として何度も繰り返し演じられた。

## 有名な事例
- ドイツやフランスの報道でケーペニックと比較された事件の1つは、1913年2月の軍政下ストラスブールで起こったものである。これは休職中の俸給担当下士官が偽電報を用いて引き起こした事件だった。偽電報では皇帝ヴィルヘルム2世が訪問予定であるとされたため、ストラスブール駐屯全部隊によるパレードが計画され、何千もの兵士と見物客、要人が王宮の前に集い、現れることのない皇帝を待ち続けることとなった。責任を問われた軍政長官ヴィルヘルム・フォン・ウント・ツー・エグロフシュタイン大将は早期退役を余儀なくされた。

- 1932年1月、アドルフ・ヒトラーのドイツ国籍取得のために国家社会主義ドイツ労働者党（NSDAP, ナチ党）がテューリンゲンのヒルトブルクハウゼンにて展開した一連の活動は、後に公にされ、マスコミからは「シルトブルクハウゼンのケーペニキアーデ」（Köpenickiade von Schildburghausen）と皮肉られた。ヴィルヘルム・フリックの手引のもと、ヒトラーは憲兵総監（Gendarmeriekommissar）に任命されたものの、あまりにも馬鹿馬鹿しいと感じて委任状を破り捨ててしまったという。

- 1945年2月3日、空襲によってベルリンの人民法廷が破壊された後、大逆罪・反逆罪を担当する法廷（Senat）をバイロイトに移すことが決定した。これに関連し、2月6日にはおよそ270人の政治犯の移送が始まり、2月17日には聖ゲオルク監獄（ドイツ語版）に到着した。そしてアメリカ軍が迫る中、全囚人を1945年4月14日に射殺する予定が立てられた。しかし、この数日前に脱獄した政治犯カール・ルートがアメリカ人将校を装って監獄を再び訪れ、偽の指令に基づいて全囚人の解放を行わせたのである。この時解放された囚人には、後の連邦議会議長オイゲン・ゲルステンマイアー（ドイツ語版）やエヴァルト・ナウヨクス（ドイツ語版）らも含まれていた

- 第二次世界大戦末期の1945年4月、「エムスラントの処刑人」事件が起こった。空軍大尉に扮した19歳の空軍上等兵ヴィリー・ヘロルトは、多数の敗残兵を指揮下に収めた上、エムスラント収容所アシェンドルフ湿原支所（ドイツ語版）にておよそ150人の囚人を不当に虐殺し、その後も各地で殺人を重ねた。1946年8月の軍事裁判を経て、ヘロルトを含む主犯および共同被告の6人が死刑に処された。虐殺の過程でいくつかの類似点が見られたことから、この事件は「血まみれのケーペニキアーデ」（blutige Köpenickiade）とも呼ばれた[2]。